# Little Broken Hearts
Little Broken Hearts es el quinto álbum de estudio de la cantautora estadounidense Norah Jones, el cual fue lanzado el 25 de abril de 2012. El álbum fue producido por Danger Mouse, que se ha destacado por trabajar con grupos como los The Black Keys, Gnarls Barkley y Beck. El 15 de abril de 2012 la cantautora presenta su álbum en la National Public Radio.
El primer sencillo que se desprende del álbum es Happy Pills, en español Pastillas felices, lanzado digitalmente el 6 de marzo de 2012, el cual debutó en el puesto número 46 de los US Billboard Rock Songs y en el puesto número 15 en los US Billboard Adult Contemporary, recibiendo críticas positivas. El segundo sencillo "Miriam" fue lanzado el 25 de julio de 2012 y debutó en el número 82 de la lista Japan Hot 100.

## Antecedentes y producción
En el 2009 Danger Mouse y Norah Jones comenzaron a tener reuniones en Los Ángeles para una posible producción por parte de Danger Mouse de su quinto álbum de estudio, las sesiones fueron fructiferas más sin embargo ninguno de los dos quedó satisfecho con el trabajo final. Durante los dos siguientes años trabajaron por separado, en otros proyectos, Norah Jones grabó el segundo álbum de su banda The Little Willies. A finales de 2010 Danger Mouse llamó a Norah Jones a colaborar como vocalista en el álbum Rome, dándole voz a las canciones  "Season's Trees", "Black" y "Problem Queen". Después de colaborar en este proyecto Norah Jones se enfocó por completo a lo que sería su quinto álbum de estudio.
En el verano de 2011 Jones y Danger Mouse se volvieron a reunir para afinar los detalles del disco Little Broken Hearts. En ese momento Norah Jones compuso letras con una fuerte carga emocional, abordando el tema del desamor y la ruptura de una relación.

## Lista de canciones
Todas las canciones escritas y compuestas por Norah Jones y Brian Burton. 
| N.º | Título                 | Duración |  |
| 1.  | «Good Morning»         | 3:16     |  |
| 2.  | «Say Goodbye»          | 3:26     |  |
| 3.  | «Little Broken Hearts» | 3:12     |  |
| 4.  | «She's 22»             | 3:10     |  |
| 5.  | «Take It Back»         | 4:06     |  |
| 6.  | «After the Fall»       | 3:42     |  |
| 7.  | «4 Broken Hearts»      | 3:00     |  |
| 8.  | «Travelin' On»         | 3:06     |  |
| 9.  | «Out on the Road»      | 3:28     |  |
| 10. | «Happy Pills»          | 3:34     |  |
| 11. | «Miriam»               | 4:24     |  |
| 12. | «All a Dream»          | 6:30     |  |